# Diocesi di Peterborough
La diocesi di Peterborough (in latino Dioecesis Peterboroughensis) è una sede della Chiesa cattolica in Canada suffraganea dell'arcidiocesi di Kingston. Nel 2021 contava 76.320 battezzati su 433.740 abitanti. È retta dal vescovo Daniel Joseph Miehm.

## Territorio
La diocesi comprende parte della provincia canadese dell'Ontario e precisamente la Municipalità di Distretto di Muskoka, il distretto di Parry Sound, le contee di Northumberland e Peterborough, la municipalità di Kawartha Lakes, la città di Clarington (nella Municipalità Regionale di Durham), e cinque città nella parte sud-occidentale della contea di Haliburton.
Sede vescovile è la città di Peterborough, dove si trova la cattedrale di San Pietro in Vincoli.
Il territorio è suddiviso in 40 parrocchie.

## Storia
Il vicariato apostolico del Canada settentrionale fu eretto il 3 febbraio 1874 con il breve Arcano divinae di papa Pio IX, ricavandone il territorio dalla diocesi di Kingston (oggi arcidiocesi).
L'11 luglio 1882, con il breve Quod venerabiles di papa Leone XIII, si è ampliata includendo territori che appartenevano alla diocesi di Kingston ed è stata elevata a diocesi.
Inizialmente suffraganea dell'arcidiocesi di Toronto, il 28 dicembre 1889 è entrata a far parte della provincia ecclesiastica di Kingston.
Il 16 settembre 1904 ha ceduto una porzione del suo territorio a vantaggio dell'erezione della diocesi di Sault Sainte Marie.

## Cronotassi dei vescovi
Si omettono i periodi di sede vacante non superiori ai 2 anni o non storicamente accertati.
- Jean-François Jamot † (3 febbraio 1874 - 4 maggio 1886 deceduto)
- Thomas Joseph Dowling † (14 dicembre 1886 - 11 gennaio 1889 nominato vescovo di Hamilton)
- Richard Alphonsus O'Connor † (11 gennaio 1889 - 23 gennaio 1913 deceduto)
- Richard Michael Joseph O'Brien † (20 giugno 1913 - 17 maggio 1929 nominato arcivescovo coadiutore di Kingston[2])
- Dennis P. O'Connor † (30 gennaio 1930 - 30 agosto 1942 deceduto)
- John Roderick MacDonald † (5 giugno 1943 - 14 aprile 1945 nominato vescovo coadiutore di Antigonish[3])
- Joseph Gerald Berry † (7 aprile 1945 - 28 novembre 1953 nominato arcivescovo di Halifax)
- Benjamin Ibberson Webster † (24 aprile 1954 - 12 marzo 1968 dimesso[4])
- Francis Anthony Marrocco † (10 giugno 1968 - 18 luglio 1975 deceduto)
- James Leonard Doyle † (24 maggio 1976 - 28 dicembre 2002 dimesso)
- Nicola de Angelis, C.F.I.C. † (28 dicembre 2002 - 8 aprile 2014 ritirato)
- William Terrence McGrattan (8 aprile 2014 - 4 gennaio 2017 nominato vescovo di Calgary)
- Daniel Joseph Miehm, dal 10 marzo 2017

## Statistiche
La diocesi nel 2021 su una popolazione di 433.740 persone contava 76.320 battezzati, corrispondenti al 17,6% del totale.
| anno | popolazione | popolazione | popolazione | presbiteri | presbiteri | presbiteri | presbiteri                | diaconi | religiosi | religiosi | parrocchie |
| anno | battezzati  | totale      | %           | numero     | secolari   | regolari   | battezzati per presbitero | diaconi | uomini    | donne     | parrocchie |
| ---- | ----------- | ----------- | ----------- | ---------- | ---------- | ---------- | ------------------------- | ------- | --------- | --------- | ---------- |
| 1950 | 30.000      | ?           | ?           | 59         | 53         | 6          | 508                       |         | 6         | 290       | 30         |
| 1966 | 41.417      | 244.270     | 17,0        | 61         | 56         | 5          | 678                       |         | 7         | 227       | 32         |
| 1970 | 44.178      | 262.000     | 16,9        | 62         | 58         | 4          | 712                       |         | 5         | 190       | 33         |
| 1976 | 34.700      | 283.376     | 12,2        | 56         | 48         | 8          | 619                       |         | 10        | 185       | 33         |
| 1980 | 50.200      | 294.000     | 17,1        | 63         | 58         | 5          | 796                       |         | 6         | 166       | 35         |
| 1990 | 71.181      | 339.000     | 21,0        | 97         | 93         | 4          | 733                       | 5       | 7         | 151       | 40         |
| 1999 | 88.680      | 387.899     | 22,9        | 93         | 87         | 6          | 953                       | 10      | 7         | 121       | 42         |
| 2000 | 84.680      | 389.899     | 21,7        | 96         | 86         | 10         | 882                       | 11      | 11        | 110       | 42         |
| 2001 | 85.101      | 391.501     | 21,7        | 92         | 84         | 8          | 925                       | 13      | 9         | 101       | 43         |
| 2002 | 86.101      | 401.120     | 21,5        | 87         | 78         | 9          | 989                       | 12      | 10        | 95        | 43         |
| 2003 | 86.199      | 395.622     | 21,8        | 92         | 82         | 10         | 936                       | 12      | 12        | 95        | 42         |
| 2004 | 99.785      | 396.622     | 25,2        | 90         | 80         | 10         | 1.108                     | 11      | 10        | 65        | 41         |
| 2013 | 61.000      | 442.000     | 13,8        | 86         | 71         | 15         | 709                       | 8       | 15        | 77        | 40         |
| 2016 | 59.642      | 456.963     | 13,1        | 73         | 60         | 13         | 817                       | 13      | 13        | 74        | 40         |
| 2019 | 62.000      | 474.800     | 13,1        | 65         | 53         | 12         | 953                       | 10      | 12        | 75        | 40         |
| 2021 | 76.320      | 433.740     | 17,6        | 65         | 53         | 12         | 1.174                     | 13      | 12        | 73        | 40         |